# Samy y yo
Samy y yo, que tuvo el título alternativo de Un tipo corriente, es una película de Argentina filmada en colores dirigida por Eduardo Milewicz sobre su propio guion escrito con la colaboración de Carmen López-Areal que se estrenó el 11 de julio de 2002 y tuvo como actores principales a Ricardo Darín, Angie Cepeda, Cristina Banegas y Alejandra Flechner.

## Sinopsis
Samy Goldstein es un autor cómico de televisión que escribe para un programa de moderado éxito pero lo deja para dedicarse a la literatura, la pasión que oculta. Cuando conoce a la seductora Mary lo convence para continuar en la televisión.

## Reparto
Participaron del filme los siguientes intérpretes:
- Ricardo Darín... Samy Goldstein
- Angie Cepeda... Mary
- Cristina Banegas… Laura
- Alejandra Flechner... Esther
- Henny Trayles... Mamá de Samy
- Alejandra Darín... Débora Goldstein
- Carolina Peleritti... Ofelia
- Rita Cortese...Liliana
- Roberto Pettinato...Animador de TV
- Miguel Guerberof... Ricardo "Papito" Patiño
- Héctor Malamud... Papá de Samy
- Pochi Ducasse... Viejita almacén
- Juan Manuel Viscay... Samy Niño
- Agostina Mottola...Débora Niña
- Néstor Montalbano...Director TV
- Gabriel Kraisman...Asistente Dirección TV
- Juan Capizzano...Hijo de Mary
- Graciela Lauro...Maquilladora
- Osvaldo Drat...Padre paranoico
- Nicolás Carreño...Hijo paranoico
- Juan Carlos Ricci...Hombre depresivo
- Gabriel Eisbruch...Chico Bar Mitzvah
- Norberto Arcusin...Taxista
- Fernando Brun...Sastre
- Rolando Graña...Notero 1
- Lucrecia Pinto...Notera 2
- Eduardo Milewicz...Taxista 1
- Hernán Jiménez...chico del delivery
- Elisa Oshiro...Extra
- María Belén Correa
- Déborah Vidret

## Nominación
Por su actuación en este filme, Henny Trayles fue nominada al Premio Cóndor de Plata 2003 a la mejor actriz de reparto.

## Comentarios
Fernando López en La Nación escribió:

”Milewicz confirma su oficio y muestra además su desenvoltura para administrar el ritmo y los cambios de tono de esta comedia.

Pablo O. Scholz en Clarín escribió:

”A Woody lo agarró la devaluación…De tanto parecer graciosa…termina en la machieta.

Marcelo Zapata en Ámbito Financiero  escribió:

”Los diálogos son vivaces, la ambientación creíble y el ritmo no cede nunca. Muy buena”

Eduardo Rojas en El Amante del Cine opinó:

”¿Samy y quien? Yo no fui. A mí que me revisen. Si alguien tiene la culpa de que Samy sea insulso y aburrido es él mismo, hombre grande caramba, que tanto echarle la culpa a la poble mámele.